# چم انار علیا
چم انار علیا، روستایی از توابع بخش مرکزی شهرستان ملکشاهی در استان ایلام ایران است.

## جمعیت
این روستا در دهستان چمزی قرار دارد و براساس سرشماری مرکز آمار ایران در سال ۱۳۸۵، جمعیت آن زیر سه خانوار بوده‌است.